# U.D.O.
U.D.O.는 1987년 리드 보컬리스트 우도 디르크슈나이더가 설립한 독일의 헤비 메탈 밴드이다.

## 역사
1987년 우도 디르크슈나이더가 억셉트를 떠난 후, 그는 U.D.O라고 불리는 자신의 밴드를 결성했다. 1987년 11월 3일 《Animal House》라는 제목의 데뷔 음반을 발매했다. 그들은 건즈 앤 로지스, 리타 포드, 조디악 마인드워프 같은 사람들과 함께 투어를 할 것이다. 루바치, 리텔, 프랑크가 밴드를 탈퇴하고 기타리스트 앤디 수세미흘, 베이시스트 토마스 스무지스키, 드러머 스테판 슈바르츠만이 합류했다. 후속 음반인 《Mean Machine》은 1989년 1월 10일에 발매되었다.
수세미흘은 밴드를 떠났고, U.D.O.는 현재 4인조로 되어 있다. 밴드는 1990년 2월 25일 발매된 세 번째 음반 《Faceless World》와 함께 더 가벼운 접근으로 전환하여 큰 성공을 거두었다. 전 억셉트 드러머 스테판 카우프만이 프로듀싱했다. 1991년 4월 3일 네 번째 음반인 《Timebomb》이 발매되었다. 이 음반은 그들의 이전 음반보다 더 무거운 음반이었다. 1992년, 디르크슈나이더는 U.D.O.를 억셉트와 재결합시키기 위해 중단시켰다.

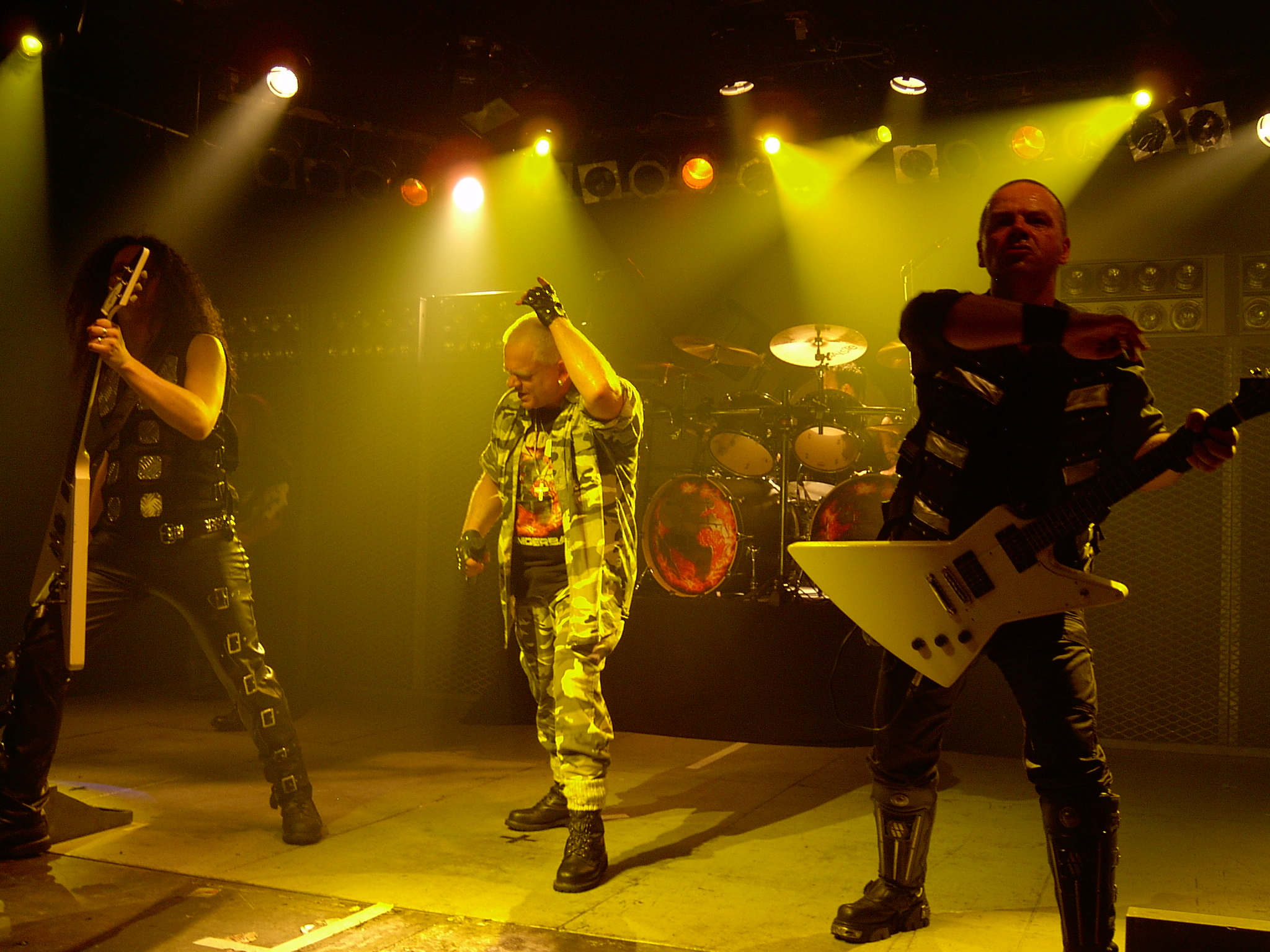
2004년 U.D.O. 공연

1996년, 디르크슈나이더는 새로운 라인업으로 U.D.O.를 재활성화시켰고, 현재 기타 업무를 맡고 있는 스테판 카우프만은 기타리스트 위르겐 그라프와 블렛의 베이시스트 피티 빈홀드와 함께, 그리고 스테판 슈바르츠만은 밴드로 돌아왔다. 1997년 컴필레이션 음반 《A Tribute to Judas Priest: Legends of Metal》에 참여했으며, 이 곡에서 〈Metal Gods〉를 녹음했다.
1997년 3월 24일, U.D.O.는 다섯 번째 음반 《Solid》를 발매했다. 발매 후 1년 이상 록 하드 매거진 리더 차트에 실렸다. 이 음반은 1998년 4월 20일 《No Limits》로 후속되었고, 《Solid》의 비슷한 작사 방식을 특징으로 한다. 이 음반에는 오스트리아 팝 밴드 슈퍼맥스의 히트 싱글 〈Love Machine〉의 커버가 수록되어 있다. 밴드의 투어가 끝난 후, 스테판 슈바르츠만은 밴드를 그만두었다. 새로운 드러머 로렌초 밀라니가 그를 대신했다.
일곱 번째 음반 《Holy》는 1999년 10월 18일에 발매되어 비평가들의 호평을 받았다. 그것은 Balls to the Wall 시대의 억셉트와 비슷한 기타 구동 사운드로의 복귀였다. 월드 투어는 미국과 다른 주요 국가에서의 데이트와 함께 이어졌다. 우도 디르크슈나이더의 동생 피터가 이끄는 바니제라고 알려진 밴드는 투어 동안 U.D.O.를 지지했다. 투어 2부에서 위르겐 그라프를 대신하여 고타르 기타리스트 이고르 지아놀라가 라인업을 변경했다. 이 투어는 2001년 10월 15일에 발매된 첫 번째 라이브 음반 《Live from Russia》를 발매했는데, 이 음반에는 U.D.O.의 세트의 주요 곡이 된 클래식 억셉트 곡들이 많이 수록되어 있다.
2002년 7월 24일, 여덟 번째 음반 《Man and Machine》이 발매되어 다소 미지근한 반응을 얻었다. 타이틀곡과 〈Private Eye〉와 같은 뛰어난 곡들에도 불구하고, 이 음반은 궁극적으로 Holy보다 덜 성공적이었다. 디르크슈나이더와 보컬리스트 도로 페스치의 듀엣 퍼포먼스를 특징으로 하는 〈Dancing with an Angel〉이라는 곡으로 유명하다.
U.D.O.는 2004년 3월 29일 아홉 번째 정규 음반 《Thunderball》을 발매했다. 후속 음반인 《Mission No. X》는 원래 2005년 10월 4일에 발매될 예정이었으나 일주일 앞당겨져 2005년 9월 30일에 발매되었다. 이 음반은 엣지 오브 포에버의 드러머 프란체스코 조비노가 참여한 첫 번째 음반이다.

## 음반 목록
- Animal House (1987)
- Mean Machine (1989)
- Faceless World (1990)
- Timebomb (1991)
- Solid (1997)
- No Limits (1998)
- Holy (1999)
- Man and Machine (2002)
- Thunderball (2004)
- Mission No. X (2005)
- Mastercutor (2007)
- Dominator (2009)
- Rev-Raptor (2011)
- Steelhammer (2013)
- Decadent (2015)
- Steelfactory (2018)
- We Are One (2020) (with Das Musikkorps Der Bundeswehr)
- Game Over (2021)
- My Way (2022)

## 같이 보기
- 크리에이터
- 색슨 (밴드)